# Siergiej Jewstigniejew
Siergiej Iosifowicz Jewstigniejew (ros. Сергей Иосифович Евстигнеев, ur. 1884 we wsi Chomiei w guberni moskiewskiej, zm. w sierpniu 1955) – radziecki polityk, przewodniczący Komitetu Wykonawczego Rady Obwodu Omskiego (1940-1943).
1917-1924 pomocnik majstra, naczelnik i komisarz pracowni wojskowo-inżynieryjnych w Moskwie, w 1919 wstąpił do RKP(b). 1924-1930 dyrektor fabryki nr 39 w Moskwie, 1931-1936 przewodniczący rady rejonowej w Moskwie, od kwietnia 1936 do czerwca 1937 przewodniczący komitetu wykonawczego rady rejonowej w Moskwie, później szef wydziału transportowego Rady Moskiewskiej. Od sierpnia 1937 p.o. przewodniczącego, a od 9 stycznia 1940 do 1943 przewodniczący Komitetu Wykonawczego Rady Obwodowej w Omsku. Deputowany do Rady Najwyższej ZSRR 1 kadencji. 13 września 1931 odznaczony Orderem Lenina.